# 黄金の豚-会計検査庁 特別調査課-
『黄金の豚-会計検査庁 特別調査課-』（おうごんのぶた かいけいけんさちょう とくべつちょうさか）は、2010年10月20日から12月15日まで毎週水曜日22:00 - 22:54に、日本テレビ系「水曜ドラマ」枠で放送されたテレビドラマ。主演は篠原涼子。

## 概要
キャッチコピー
「税金を喰いものにする悪党どもへ。『カネ返せ』」
オープニングナレーション
「税金とは国民が国家に信託した国民の財産である。その財産を守る国民の盾―それが会計検査庁である」（声：岡田将生 as 工藤優）
会計検査院をモデルにした架空の機関「会計検査庁」を舞台に、元詐欺師という経歴を持つ型破りな主人公が、様々な官公庁の不正を暴いていくドラマ。ドラマタイトルの「黄金の豚」とは税金＝国民の貯金箱というところから豚の貯金箱にちなんでいる。
篠原涼子と大泉洋は過去に同枠のドラマ『ハケンの品格』、スペシャルドラマ『働くゴン!』でも共演している。岡田将生は日本テレビの連続ドラマ初出演となった。
日本テレビでは再放送枠『ドラばらっ!』にて2013年2月18日 - 3月5日まで再放送された。

## 架空の組織
官庁の不祥事を題材にしたドラマの為、登場する官庁名は原則として架空の組織名になっているが、防衛庁（現：防衛省）や内閣府など実在の組織名も一部登場している。
- 会計検査院 → 会計検査庁
- 厚生労働省 → 厚生保険省、社会福祉庁
- 財務省 → 財政省
- 国立がん研究センター → 国立高度メディカルセンター
- 教育委員会 → 教育管理委員会
- 金融庁 → 金融企画庁
- 国立大学法人東京大学 → 東京国立大学
- 外務省 → 外交省
- 日本銀行 → 首都銀行
- 内閣官房 → 内閣官房庁
- 東京税関 → 関東税関
- YouTube → WeTube

## キャスト

### 会計検査庁

#### 特別調査課2係
堤 芯子（つつみ しんこ）〈37〉
演 - 篠原涼子（幼少期：紺野彩夏、延命杏咲実）
本作の主人公。調査官。1973年9月16日生まれの37歳。貧しかった幼少時代にチョコパンを万引きしたという濡れ衣を着させられたことにより、悪事に手を染めるようになる。詐欺罪により懲役2年の実刑判決を受け仮釈放中。履歴書の賞罰欄に正直に前科を記入しているため、働き口が見つからずにいるところを久留米にスカウトされ特別採用枠で入庁することになった。元詐欺師としての経験を生かし、些細な事柄から「欲の臭い」を嗅ぎ付け公務員の不正を暴いていく。実家で母の啄子と妹のみぞれと暮らしている。幼い頃から母親の為に金色の豚の貯金箱に貯金しており、金が無くなる度に実家に戻ってそれを使おうとしていたが、未だに使うことができずにいる。基本的に強気な性格だが、警察だけは恐れている。父親のせいで幼い頃から荒れており、当時少年課の刑事であった堺に補導されたことがある。
「以上〇〇（明らかになった損害金額）、きっちり黄金の豚にお返し頂きます」「カネ返せ」が決め台詞で、その際、妹・みぞれにデコレーションされた支給品の電卓で損害金額を計算して突き付ける。
工藤 優（くどう すぐる）〈23〉
演 - 岡田将生
調査官補。国家I種。芯子と同時に入庁した新人で、官僚一族に生まれた東京国立大学経済学部卒のキャリア。窓際部署であることを知らずに、自ら特別調査課に志願した。子供の頃は警察官を目指していた熱血漢で、正義感も強いが独りよがりで暴走することもあり、芯子や明珍に諌められることも多い。芯子に好意を寄せていて、告白したが過去を打ち明けられた上で振られた。第7話にて内閣官房庁・総理大臣秘書官室に総理秘書官として異動。
角松 一郎（かどまつ いちろう）〈37〉
演 - 大泉洋
主任調査官 → 特別調査課課長補佐。国家II種。旧防衛庁の100億円の機密費の無駄遣いを暴いたこともある敏腕調査官。ただ、それを上層部に揉み消された上に左遷されたことにより、調査官の仕事に限界を感じている。しかし、使命感は強く、自らの立場が危うくなるような調査であっても仲間とともに立ち向かっていく。ノンキャリア（国家II種採用の準キャリア）であるため自身の出世はあきらめており上層部の圧力にも屈することはないが、一方で工藤や金田の将来に気を配るなど部下思いの一面を持ち、明珍には「（芯子を含めて）将来のある彼らの盾になる」という決意を打ち明けている。過去に芯子に結婚詐欺に遭わされているが、課員にはそれを打ち明けてはおらず、結婚式直前に死別したことにしてある。芯子に対して被害額113万8250円（後にジュース代100円を貸したため113万8350円になった）の返還を要求しているが、体面を守りたいが為に強く求めることができない。今でも芯子に好意を持っている様子。第6話で明珍の後任として課長補佐に昇格した。
金田 鉄男（かねだ てつお）〈31〉
演 - 桐谷健太
調査官。国家I種。3年前に防衛庁の不正を暴いたことにより角松とともに左遷されたため、調査官という仕事に半ば諦めをつけており、熱血的に調査を行おうとする工藤や角松を冷静に見ている。しかし、芯子に感化され、積極的に調査を行うようになってきた。調査能力は非常に高い。芯子には「ソウメンカボチャ」、角松には「鉄ちゃん」、みぞれには「金田っち」と呼ばれている。
明珍 郁夫（みょうちん いくお）〈45〉
演 - 生瀬勝久
特別調査課課長補佐。国家I種。穏やかな性格と額にある黒子（白毫）から「仏の明珍」と呼ばれているが、芯子には「豆」と呼ばれている。黒子を押されると上層部からの圧力をはねのけるほど強気になれる。典型的な事なかれ主義者で、まだ出世を諦めてはいないものの、非常に部下思いであり、部下のために土下座することも厭わない。茶々検査官から芯子の身上調査を命令されるものの、彼女の本質を知り前科については報告しなかった。ななという娘がいて交換日記をしているが、そこでは正義のヒーローを演じている。そのため、部下たちの暴走に目をつぶることもある。第5話にて金融企画庁へ課長として栄転したが、実際は部下が1人もいない閑職への左遷だった。その後も芯子にとっての良き相談相手になっている。

#### 検査官
久留米 勲（くるめ いさお）〈58〉
演 - 宇津井健　
検査官兼長官。金融界出身で「再生屋」の異名を持ち、他の2人の検査官からは疎まれており、3人の合議制である検査官会議での発言力は弱い。芯子をスカウトした張本人で、直接調査を命じている。芯子に初めて会った時に、彼女が靴を見て詐欺のターゲットを決めていることは見抜いたが、財布を掏られたことには気が付かなかった。芯子には「くるコメ」と呼ばれている。
茶々 万史郎（ちゃちゃ まんじろう）
演 - 近藤芳正
検査官会議を構成する検査官。典型的な公務員気質であり、会計検査庁の役割は小額の不正のみを追及し大規模な案件は政治的判断に委ねるという旧来の方針を貫こうとする保守的な考え方を持っている。芯子や久留米の周囲を探っている。
芦田 隆一（あしだ りゅういち）
演 - 山崎大輔
検査官。
設楽 荘介（したら そうすけ）
第五課課長。3年前の防衛庁機密費事件を暴いた角松と金田を特別調査課へ左遷させた人物。

#### 特別調査課1係
- 亀山栄一（調査官） - 小柳心
- 高井宏之（調査官） - 藤井宏之
- 長部秀樹（調査官） - 甲斐秀樹
- 喜多大助（主任） - 稲葉大助
- 本間哲也（課長補） - 井川哲也

#### 特別調査課3係
- 若松悠輔（調査官補） - 藤本悠輔
- 後藤仁（調査官） - 比佐仁
- 和田マコト（調査官） - 小嶋マコト
- 関谷昌敏（主任） - 関野昌敏
- 増本茂仁（課長補） - 錦田茂仁

#### 特別調査課事務
- 中野玲子（事務官） - 吉田桂子
- 村瀬久美子（事務官） - 三村恭代
- 栗原宗洋（事務官） - 吉田宗洋
- 東隆雄（主任） - 五位野隆雄
- 牧野洋（係長） - 山田洋

### 堤家
堤 啄子（つつみ つえこ）〈58〉
演 - もたいまさこ
芯子とみぞれの母。夫が借金を残して蒸発した後、実家の八百屋「八百心」を営みながら、女手ひとつで2人の娘を育てた。刑務所から戻った芯子に文句を言いながらも暖かく迎え入れる。幼少期に芯子がついた嘘を見抜きながらも追及しなかった優しい母親。
堤 みぞれ（つつみ みぞれ）〈32〉
演 - 山口紗弥加
芯子の妹。熟女専門キャバクラ「年増園」でホステスをしている。明るく家族思いの性格で、幼少期に飼っていた捨て猫を虐待した中学生に復讐しようとした芯子のことを心から慕っている。

### キャバクラ「年増園」
梅ちゃん
演 - 矢沢心
ホステス。芯子ともタメ口で話す。
マリリン
演 - 能世あんな
ホステス。自称元銀座No.1ホステス。シングルマザーの為、子供に関わる事件の話をした時は激怒していた。

### その他
樫永 慎一郎
演 - 伊武雅刀
内閣総理大臣。会計検査庁の改革の為に久留米を引き抜いた人物。工藤を気に入っている。

### ゲスト
第1話
- 池之端友一（社会福祉庁・長官） - 矢島健一
- 大島忠（老人ホーム「アスピラシオン・グループ」代表） - 入江雅人
- 池之端須麻子（友一の妻、「アスピラシオン・グループ」理事） - 角替和枝
- 芯子が面接に行った保育園の園長 - 大島蓉子

第2話
- 竹中誠治朗（警視庁東京警察署署長・警視正） - 高橋長英
- 武藤（警視庁東京警察署副署長） - 綾田俊樹
- 堺刑事（警視庁東京警察署警務課・巡査部長） - 渡辺哲
- とんちゃん（南麻布署捜査官） - 田口浩正
- 橋本香帆（歩道橋事故の被害者） - 石井香帆
- 警察庁長官 - 茂木和範

第3話
- 国枝公一（独立行政法人国立高度メディカルセンター・事務局長） - 神保悟志
- 桜井昭造（国立高度メディカルセンター・院長） - 品川徹
- 米森龍太（国立高度メディカルセンター・研修医） - 奥村知史
- 中山巌（財政省・事務次官） - 小杉幸彦
- 八百心に往診に来た町医者 - 田口主将
- 加賀谷直人（国立高度メディカルセンター・研修医） - 間宮祥太朗

第4話
- 漆原龍太郎（米牟田郡清杉村・村長） - 半海一晃
- 角松ふな子（一郎の母・ネギ農家） - 大川栄子
- サカノウエ（清杉村・副村長） - 大河内浩
- 町会長 - 有福正志

第5話
- 錦武久（全国教育管理委員会連合会・会長） - 日野陽仁
- 花村（区立楡の木小学校・校長） - 矢崎滋
- 手塚マルオ（区立楡の木小学校・児童） - 濱田龍臣
- あやか（マリリンの娘） - 江良陽彩

第6話
- 響ゆかり（東京国立大学理工学部・教授） - 鈴木砂羽
- 栗田正彦（東京国立大学理工学部・教授） - 袴田吉彦
- 赤木秀一（響ゼミの学生） - 菊田大輔
- 黒井直人（響ゼミの学生） - 鈴木身来
- 白田博（響ゼミの学生） - 永岡卓也
- 青山和樹（響ゼミの学生） - 標永久
- 緑川達也（響ゼミの学生） - 春日由輝
- 桂（わかば銀行・支店長） - 加藤満
- テレビ番組の司会者 - 辻岡義堂（日本テレビアナウンサー）

第7話
- 緒方広務（在アブラビ大使館・前大使） - 升毅
- 緒方の妻 - 山下容莉枝
- 柴田修（在アブラビ大使館・元コック） - 菅原大吉
- クラブのママ - 森奈みはる
- 留学生 - 井出卓也

## スタッフ
- 脚本 - 吉田智子、山崎淳也（第6話共同脚本）
- 演出 - 佐藤東弥、南雲聖一、山田信義
- 音楽 - 菅野祐悟
- 主題歌 - 伊藤由奈「守ってあげたい」（Sony Music Records）[注 7]
- 音楽プロデュース - 志田博英
- 美術デザイン - 高野雅裕、乾友一郎
- 特殊造形 - 梅沢壮一
- 監修 - 野村修也
- リサーチ - ジーワン
- シニアチーフクリエイター・プロデューサー - 櫨山裕子
- プロデューサー - 大倉寛子、内山雅博
- 制作協力 - オフィスクレッシェンド
- 製作著作 - 日本テレビ

## 放送日程
| 各話                                                       | 放送日         | サブタイトル                         | 演出     | 視聴率 |
| ---------------------------------------------------------- | -------------- | ------------------------------------ | -------- | ------ |
| 第1話                                                      | 2010年10月20日 | 税金ドロボー官僚に喝!                | 佐藤東弥 | 15.3%  |
| 第2話                                                      | 2010年10月27日 | 警察ヤミ宴会に喝!                    | 佐藤東弥 | 14.2%  |
| 第3話                                                      | 2010年11月03日 | 病院蝕む天下りに喝!                  | 南雲聖一 | 12.1%  |
| 第4話                                                      | 2010年11月10日 | 母泣かす村長に喝!                    | 佐藤東弥 | 15.2%  |
| 第5話                                                      | 2010年11月17日 | ゴチ好き教育者に喝!                  | 南雲聖一 | 14.1%  |
| 第6話                                                      | 2010年11月24日 | 美人教授の虚飾に喝                   | 山田信義 | 13.0%  |
| 第7話                                                      | 2010年12月01日 | セレブ外交官に喝!                    | 佐藤東弥 | 13.0%  |
| 第8話                                                      | 2010年12月08日 | 裏切りの最終決戦へ                   | 南雲聖一 | 10.5%  |
| 最終話                                                     | 2010年12月15日 | 国家予算乗っ取り!? 最終敵総理と決戦! | 佐藤東弥 | 14.3%  |
| 平均視聴率 13.5%（視聴率は関東地区・ビデオリサーチ社調べ） |                |                                      |          |        |

- 初回・最終回は22時 - 23時9分の15分拡大放送。

## 関連商品
DVD
- 黄金の豚-会計検査庁 特別調査課- DVD-BOX（2011年3月9日発売、バップ）

サウンドトラック
- 黄金の豚-会計検査庁 特別調査課- オリジナル・サウンドトラック（2010年11月26日発売、バップ）